# Inga lineata
Inga lineata är en ärtväxtart som beskrevs av George Bentham. Inga lineata ingår i släktet Inga och familjen ärtväxter. Inga underarter finns listade i Catalogue of Life.